# Сташков, Иван Михайлович
Иван Михайлович Сташков (6 мая 1931, Ленская, Уральская область — 4 октября 2006) — бригадир комплексной бригады колхоза «Россия» Шатровского района Курганской области. Герой Социалистического Труда (1987).

## Биография
Иван Михайлович Сташков родился 6 мая 1931 года в крестьянской семье в деревне Ленской Ленского сельсовета Мехонского района Уральской области, ныне деревня входит в Шатровский муниципальный округ Курганской области.
Трудовую деятельность начал в 12-летнем возрасте в колхозе имени Мичурина. Работал разнорабочим.
С 1951 по 1954 год служил в Советской Армии, в пограничных войсках на Кавказе. После армии возвратился в родное село.
Окончив Чумлякскую школу механизации сельского хозяйства, работал механизатором на Мехонской МТС. После ликвидации машинно-тракторных станций в 1958 году, трудился комбайнером, механиком в колхозе «Россия» Шатровского района.
В 1963 году вступил в КПСС.
После окончания Шадринской школы подготовки работников сельского звена был назначен механиком колхоза «Россия».
С марта 1966 года — бригадир комплексной бригады № 4 колхоза «Россия». Внедрил передовые методы земледелия, в результате чего бригада ежегодно достигала высоких производственных показателей. В 1968 году коллективу присвоено звание «Бригада высокой культуры земледелия», занесён на областную Доску Почёта и в Книгу Почёта Курганской области, а бригадир удостоился звания «Мастер высокой культуры земледелия».
С 1985 года бригада ежегодно выращивала в среднем по 34 центнера зерновых с каждого гектара. Указом Президиума Верховного Совета СССР от 15 мая 1987 года удостоен звания Героя Социалистического Труда с вручением ордена Ленина и золотой медали «Серп и Молот».
Был избран членом Шатровского райкома КПСС, депутатом Мехонского сельского Совета.
В 1991 году вышел на пенсию.
Иван Михайлович Сташков скончался 4 октября 2006 года <где?>. Похоронен <где?>.

## Награды
- Герой Социалистического Труда — указом Президиума Верховного Совета СССР от 15 мая 1987 года
  - Орден Ленина № 459731
  - Медаль «Серп и Молот» № 20849
- Орден Ленина, 8 апреля 1971 года
- Орден Трудового Красного Знамени, 12 марта 1982 года
- Юбилейная медаль «За доблестный труд. В ознаменование 100-летия со дня рождения Владимира Ильича Ленина», 1970 год
- Медаль «За освоение целинных земель»[3]
- Почётный гражданин Шатровского района, 25 ноября 2014 года, посмертно[4][5]
- Звание «Мастер высокой культуры земледелия»

## Память
- Улица в д. Ленской названа в честь Героя[6].
- В Шатровском районе учреждена ежегодная премия имени Героя Социалистического Труда И.М. Сташкова, которая вручается бригадирам, заведующим фермами, животноводам за достижение наивысших результатов.

## Семья
Сын Вячеслав Иванович Сташков.